# 太田伸之
太田 伸之（おおた のぶゆき、1953年5月12日 - ）は、三重県出身の日本の実業家。 元株式会社海外需要開拓支援機構代表取締役社長。

## 来歴・人物
明治大学経営学部卒業後ニューヨークに渡り繊研新聞特約通信員、バーニーズ・ニューヨークコーディネーター、米国メンズスポーツウエアバイヤー協会マーケティングディレクター等日米ファッション業界の橋渡しを担う。
1985年東京ファッションデザイナー協議会（通称CFD）設立のため帰国「東京コレクション」を開始する。官民共同教育機関 IFIビジネススクールの設立に奔走、企業や教育機関でファッションマーチャンダイジングの人材育成を続けている。
1995年、CFD議長を退任、（株）松屋営業本部顧問兼（株）東京生活研究所専務取締役所長就任。2000年より10年間(株)イッセイミヤケ代表取締役社長。2001年の松屋銀座本店の大リニューアルを指揮する。2011年（株）松屋に復帰、常務執行役員MD戦略室長。2013年新設される官民投資ファンド（株）海外需要開拓支援機構（クールジャパン機構）代表取締役社長に就任。2018年クールジャパン機構社長退任。
2006年から日本ファッションウイーク推進機構理事コレクション事業実行委員長として再び「東京コレクション」運営に携わる。
著書に「ファッションビジネスの魔力」（毎日新聞社、2009年）、「クールジャパンとは何か」（ディスカヴァー21、2014年）、「売り場は明日をささやく」（繊研新聞社、2020年）

## 略歴
- 1985年 - 東京ファッションデザイナー協議会を設立、事務局長のち議長。
- 1995年 - 同議長退任、株式会社東京生活研究所専務取締役所長兼株式会社松屋顧問。
- 2000年 - 株式会社イッセイミヤケ代表取締役社長。
- 2006年 - 日本ファッションウィーク推進機構理事。
- 2011年 - 株式会社松屋常務執行役員MD戦略室長。
- 2013年 - 株式会社海外需要開拓支援機構代表取締役社長。
- 2018年　株式会社MD03設立。